# Sinaksarion
Sinaksarion ili Sineksarion (plural Sinaksaria, Sineksaria, grčki: Συναξάριον, od συνάγειν, sinagen, "zbornik", "zbirka" ili "kolekcija"), (usporedi etimologiju synaxis i sinagoge, latinski: Sinaksarium). Sinaksarium je ime koje je dano u Istočnoj pravoslavnoj, Orijentalnoj pravoslavnoj i Istočnoj katoličkoj Crkvi za kompilaciju hagiografija koje otprilike odgovaraju Pasionalu rimske Crkve.
Postoje dvije vrste sinaksariona:
- Jednostavni sinaksarion: popis svetaca je raspoređen po redoslijedu njihovih obljetnica, npr. Morčelijev[2] kalendar i Bazilijev menologij,[3]
- Povijesni sinaksarion: uključuje biografske podatke, npr. Bazilijev menologij[3] kao i Sirmondov[4] sinaksarion. Podaci koji su navedeni u povijesnom sinaksarionu su sažetci onih u velikim menologijima[3] odnosno zbirkama života svetaca kroz dvanaest mjeseci u godini. Kako se pasusi iz Svetih spisa u bizantijskim brevijarima uglavnom odnose na živote svetaca, sinaksarion je postao zbirka kratkih životopisa svetaca i mučenika, ali i objašnjenih događaja, čuvenih prikazanja koja su imali sveci, pa čak i korisnih pripovijesti koje su sačuvane od zaborava.

## Definicije
Točno značenje imena se vremenom mijenjalo. Njegova prva upotreba se odnosila na registre biblijskih i drugih pasusa koji se čitaju u crkvi. U tom smislu odgovara latinskom "Capitulare" - liturgijska knjiga i "Comos" - kompanjon. Tada je, da bi bi se prilagodio za javno čitanje, sinaksarion bio dopunjen cijelim tekstom perikopa. 
Što se tiče Svete liturgije to je značilo da je sinaksarion suštinski zamijenjen knjigama "Evanđelja" i "Djelima Apostolskim". Bez promjene svoga naziva bio je ispunjen s kompletnim tekstovima ovih odlomaka iz svetih spisa koji se čitaju u liturgiji. Pojedine registre takvih pasusa obično se zove Menologij, (Menologion heortastikon grčki:Μηνολόγιο εορταστικός kasnogrčki: μηνολόγιον, prema grč. μήν: mjesec (dana): mjesecoslov i εορταστικός: svečan; liturgijska knjiga Istočne crkve) - je ustvari knjiga koja je jedva potrebna, jer Typikon( grčki: Τυπικόν od tύπος: model, statut - ustvari crkvena liturgijska knjiga) pruža iste, kao i druge potrebne informacije.
Neki kalendari koji su postojali u srednjem vijeku nazivani su i Sinaksaria. Njemački naučnik i ekspert za bizantijsku i grčku literaturu Karl Krumbaher opisuje one sinaksarije koje su sastavili Kristofer od Mitilene (XI. st.) i Theodore Prodromus (XII. st.).

## Povijesni primjerci
Najstariji povijesni sinaksarion očito seže u deseto stoljeće. U rukopisima je sačuvan veliki broj srednjovjekovnih sinaksariona. Oni su izuzeto važni za bizantsku heortologiju i crkvenu povijest.
Kratki životopisi koje čine odlomci iz svetih spisa su sastavljeni ili prikupljeni od raznih pisaca, od kojih je najvažniji Simeon Metafrast. Međutim ta izvješća su imala promjenjivu povijesnu vrijednost. Car Bazilije II. (976. – 1025.) zapovijedio je revidirati sinaksarion, što daje poseban značaj današnjem službenom izdanju.
Sinaksarion se danas ne koristi kao zasebna knjiga; on je ugrađen u Menaion. Pomen svetaca ili blagdana se čita u Ortrosu nakon šeste ode kanona. Sinaksarion, s toga, u suvremenoj upotrebi znači, ne cijelu zbirku, već svaki odvojeni odlomak iz svetih spisa u Menaia i drugim knjigama. Primjer takvog sinaksariona (npr. za sv. Martina I., 13. travnja) naći će se u radovima jezikoslovca i kanonista Nikolasa Nilesa.

Publikacija na arapskom jeziku sinaksariona (arapski: السنكسار) Koptske pravoslavne Crkve započeo je istodobno J. Forget u Corp. Scriptu. Orijent. i R. Basset u Patroliji Orientalis; izvornik je pisan na koptskom jeziku prije usvajanja arapskog kao službenog jezika Egipta. a da je etiopski sinaksarion počeo Ignacio Guidi u Patrologija orientalis. Armenski sinaksarion, nazvan Sinaksarion od Ter Izraela, objavljen je u Carigradu 1834. godine, pa ponovno u Patrologiji Orientalis. Među ostalim treba spomenuti i razne gruzijske sinaksarione.